# Метросидерос кермадекский
Метросидерос кермадекский (лат. Metrosideros kermadecensis) — один из видов метросидеросов. Наиболее известный родственный вид — похутукава, одно из «железных деревьев».
Ареал — острова Кермадек. Однако, как декоративный вид метросидерос кермадекский выращивается в садах Новой Зеландии.
Метросидерос кермадекский представляет собой вечнозелёное дерево высотой до 15 м, с большой округлой кроной.